# ルッツィ
ルッツィ（イタリア語: Luzzi）は、イタリア共和国カラブリア州コゼンツァ県にある、人口約9,200人の基礎自治体（コムーネ）。

## 地理

### 位置・広がり

#### 隣接コムーネ
隣接するコムーネは以下の通り。
- アクリ
- ビジニャーノ、
- ラッターリコ
- モンタルト・ウッフーゴ
- ローゼ

## 行政

### 分離集落
ルッツィには、以下の分離集落（フラツィオーネ）がある。
- Cavoni, Petrini, Sbrescia, Serra Civita, Timparello, Maldirima, Torre Malizia, Immilano, Valleceraso, Focazza, Boccalupo, Linze, San Giuliano, Gidora, San Vito, Lupinello, Valleleotta, Ruodo